# Aleksandr Evtušenko
Aleksandr Aleksandrovič Evtušenko (in russo Александр Александрович Евтушенко?; Majkop, 30 giugno 1993) è un ciclista su strada e pistard russo, campione europeo 2020 di inseguimento a squadre.

## Palmarès

### Strada
- 2013 (Helicopters, una vittoria)

Campionati russi, Prova a cronometro Under-23
- 2014 (Russian Helicopters, due vittorie)

3ª tappa Grand Prix of Sochi (Anapa, cronometro)
Campionati russi, Prova a cronometro Under-23
- 2015 (RusVelo, una vittoria)

Campionati russi, Prova a cronometro Under-23
- 2017 (Lokosphinx, due vittorie)

1ª tappa Vuelta a Castilla y León (Aguilar de Campoo > Santibáñez de la Peña)
1ª tappa Volta Internacional Cova da Beira (Penamacor > Celorico da Beira)
- 2018 (Lokosphinx, una vittoria)

Giro del Medio Brenta
- 2021 (Efapel, una vittoria)

Prologo Five Rings of Moscow (Mosca > Mosca, cronometro)

#### Altri successi
- 2018 (Lokosphinx)

Classifica scalatori Volta ao Alentejo

### Pista
- 2015

Campionati russi, Inseguimento a squadre Under-23 (con Aleksej Kurbatov, Sergej Mosin e Vladimir Ilčenko)
- 2017

Campionati russi, Inseguimento individuale
Campionati russi, Inseguimento a squadre (con Sergej Šilov, Dmitrij Sokolov e Mamyr Staš)
- 2018

Campionati russi, Inseguimento individuale
Campionati russi, Inseguimento a squadre (con Gleb Syrica, Ivan Smirnov e Lev Gonov)
- 2019

Campionati russi, Inseguimento individuale
- 2020

Campionati europei, Inseguimento a squadre (con Aleksandr Dubčenko, Lev Gonov e Nikita Bersenev)

## Piazzamenti

### Competizioni mondiali
- Campionati del mondo su strada

Toscana 2013 - Cronometro Under-23: 19º
Ponferrada 2014 - Cronometro Under-23: 20º
Bergen 2017 - Cronometro Elite: 30º
Yorkshire 2019 - Cronometro Elite: 42º
Yorkshire 2019 - In linea Elite: ritirato
- Campionati del mondo su pista

Cali 2014 - Inseguimento individuale: 7º
Saint-Quentin-en-Yvelines 2015 - Inseguimento a squadre: 5º
Saint-Quentin-en-Yvelines 2015 - Inseguimento individuale: 12º
Hong Kong 2017 - Inseguimento a squadre: 7º
Hong Kong 2017 - Inseguimento individuale: 5º
Apeldoorn 2018 - Inseguimento a squadre: 7º
Apeldoorn 2018 - Inseguimento individuale: 3º
Pruszków 2019 - Inseguimento individuale: 4º
Berlino 2020 - Inseguimento individuale: 11º

### Competizioni europee
- Campionati europei su strada

Nyon 2014 - Cronometro Under-23: 3º
Glasgow 2018 - Cronometro Elite: 29º
- Campionati europei su pista

Anadia 2013 - Inseguimento individuale Under-23: 2º
Anadia 2014 - Inseguimento a squadre Under-23: 2º
Baie-Mahault 2014 - Inseguimento individuale: 2º
Berlino 2017 - Inseguimento a squadre: 3º
Berlino 2017 - Inseguimento individuale: 4º
Glasgow 2018 - Inseguimento a squadre: 6º
Glasgow 2018 - Inseguimento individuale: 4º
Apeldoorn 2019 - Inseguimento individuale: 7º
Plovdiv 2020 - Inseguimento a squadre: vincitore
Plovdiv 2020 - Inseguimento individuale: 4º